# Rogiedle (gromada)
Rogiedle – dawna gromada, czyli najmniejsza jednostka podziału terytorialnego Polskiej Rzeczypospolitej Ludowej w latach 1954–1972.
Gromady, z gromadzkimi radami narodowymi (GRN) jako organami władzy najniższego stopnia na wsi, funkcjonowały od reformy reorganizującej administrację wiejską przeprowadzonej jesienią 1954 do momentu ich zniesienia z dniem 1 stycznia 1973, tym samym wypierając organizację gminną w latach 1954–1972.
Gromadę Rogiedle z siedzibą GRN w Rogiedlach utworzono – jako jedną z 8759 gromad na obszarze Polski – w powiecie lidzbarskim w woj. olsztyńskim na mocy uchwały nr 16 WRN w Olsztynie z dnia 4 października 1954. W skład jednostki weszły obszary dotychczasowych gromad Rogiedle, Bzowiec i Zagony ze zniesionej gminy Piotraszewo oraz obszary dotychczasowych gromad Piotrowo i Samborek ze zniesionej gminy Lubomino  w tymże powiecie. Dla gromady ustalono 14 członków gromadzkiej rady narodowej.
1 stycznia 1960 z gromady Rogiedle wyłączono wieś Zagony, włączając ją do gromady Lubomino w tymże powiecie; do gromady Rogiedle włączono natomiast wsie Ełdyty Małe, Klony, Wilczkowo i Wysokie, osadę Gliniak oraz PGR-y Żardeniki, Ełdyty Wielkie, Zajączki i Klony ze zniesionej gromady Wilczkowo w tymże powiecie.
1 stycznia 1969 do gromady Rogiedle włączono obszar o powierzchni 7 ha leżący między stykiem granic powiatów morąskiego, braniewskiego i lidzbarskiego a wsią Kłodzin z gromady Miłakowo w powiecie morąskim w tymże województwie.
Gromadę zniesiono 22 grudnia 1971, a jej obszar włączono do gromad: Dobre Miasto (miejscowość Bzowiec), Lubomino (miejscowości Ełdyty Małe, Ełdyty Wielkie, Piotrowo, Rogiedle, Samborek, Wilczkowo i Zajączki)  i Świątki (miejscowości Klony, Wysokie i Żardeniki) w tymże powiecie.